# Wilhelmstadt

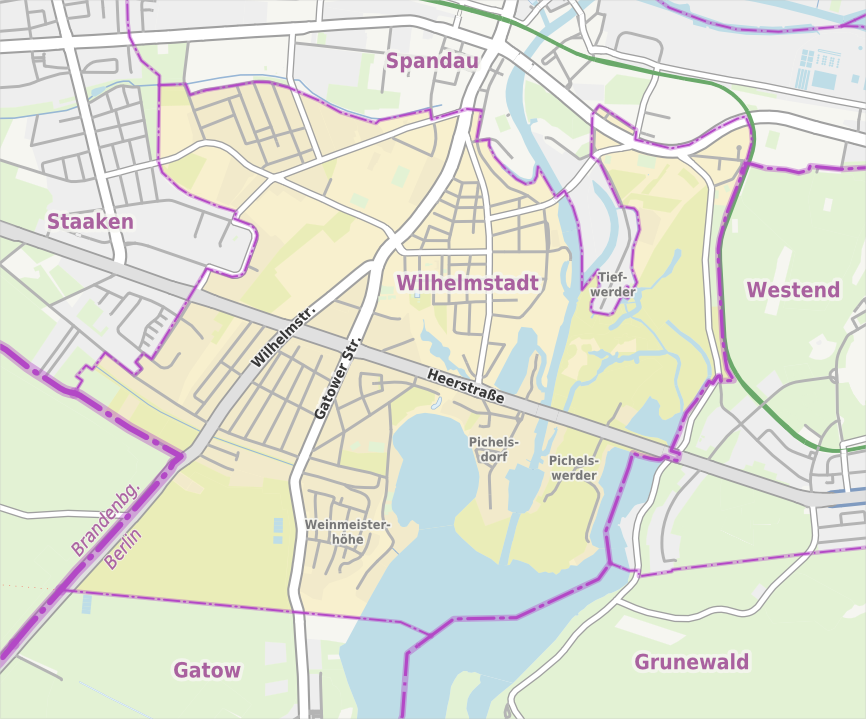
Mappa del quartiere

La Wilhelmstadt (letteralmente: «città guglielmina») è un quartiere (Ortsteil) di Berlino, appartenente al distretto (Bezirk) di Spandau.